# Pilot Peak (Wyoming)
Der Pilot Peak ist ein prominenter Berg im Shoshone National Forest im Nordwesten des US-Bundesstaates Wyoming. Er hat eine Höhe von 3566 m und ist Teil der nördlichen Absaroka Range in den Rocky Mountains. Aufgrund seiner auffälligen Form ist er von weitem sichtbar. Die Erstbesteigung erfolgte am 12. August 1932 durch Hollis Mees und Robert McKenzie. Auch heute gilt der Berg als extrem schwierig zu besteigen.

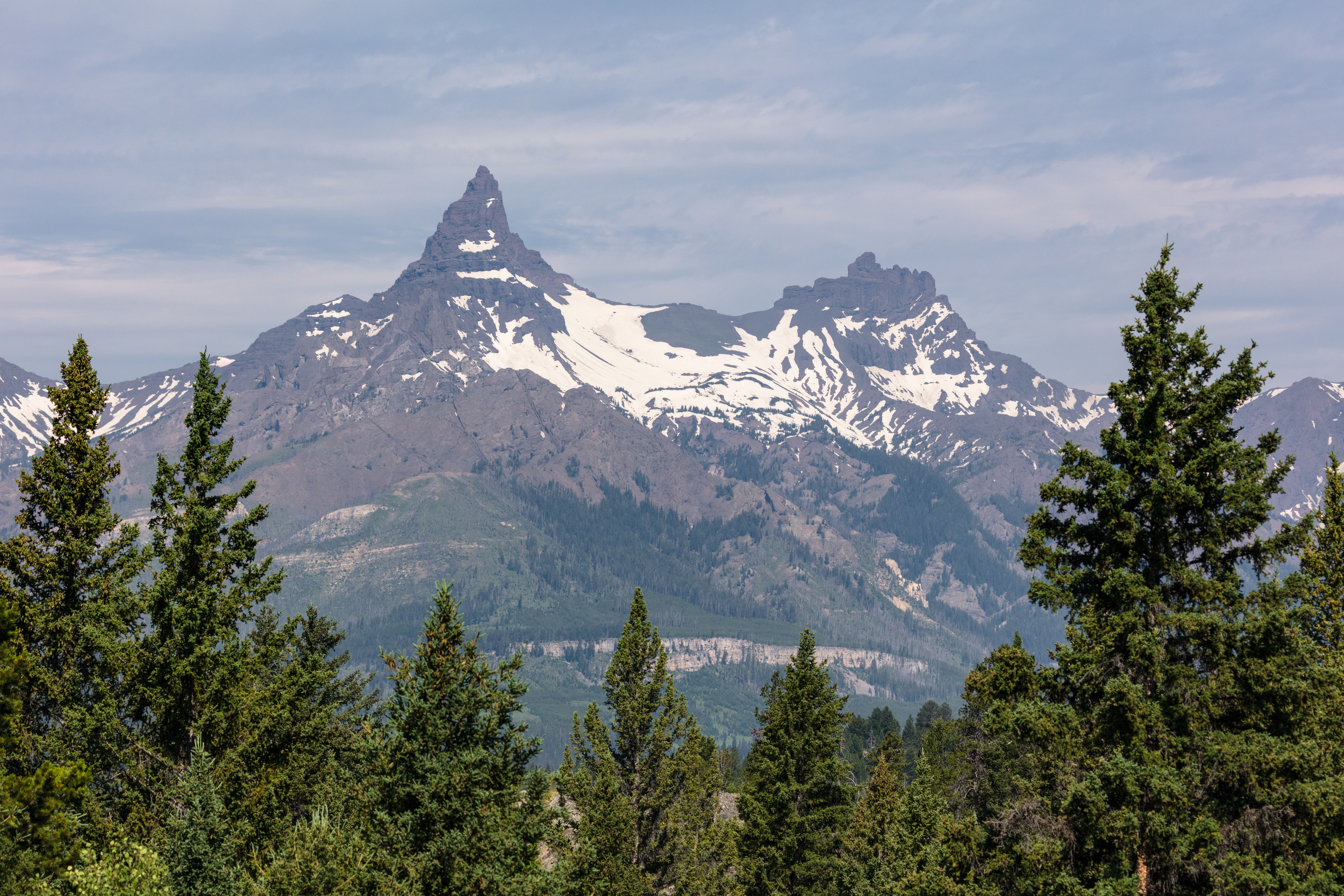
Pilot Peak und Index Peak

## Lage
Der Pilot Peak befindet sich direkt östlich des Yellowstone-Nationalparks in der North Absaroka Wilderness des Shoshone National Forest. Er liegt rund zwei Kilometer südwestlich des Beartooth Highway (U.S. Highway 212), einer Hochgebirgsstraße, die von Red Lodge bis Cooke City in Montana verläuft. Der Index Peak liegt direkt nördlich des Pilot Peak, die Grenze zum Bundesstaat Montana zwei Kilometer nördlich.

## Belege
1. ↑  Peakbagger: Pilot Peak. Abgerufen am 9. Januar 2021.
2. ↑  Pilot Peak, Wyoming | Yellowstone Treasures. 26. Dezember 2014, abgerufen am 9. Januar 2021 (amerikanisches Englisch).
3. ↑  Rock Climbing in Pilot Peak, Absaroka Range. Abgerufen am 9. Januar 2021.
4. ↑  SummitPost: Pilot Peak : Climbing, Hiking & Mountaineering. Abgerufen am 9. Januar 2021.